# Homaloptera ophiolepis
Homaloptera ophiolepis es una especie de peces de la familia Balitoridae en el orden de los Cypriniformes.

## Morfología
• Los machos pueden llegar alcanzar los 11,1 cm de longitud total.

## Distribución geográfica
Se encuentra en Sumatra, Borneo y Java.

## Hábitat
Es un pez de agua dulce.